# Стивенс, Джон (хоккеист)
Джон Сти́венс (англ. John Stevens; род. 4 мая 1966, Кэмпбелтон, Нью-Брансуик) — канадский хоккейный тренер, в прошлом — канадский хоккеист, защитник. 

## Карьера
Выбран 1984 году на в третьем раунде драфта НХЛ под 47 номером командой Филадельфия Флайерз. Свою карьеру профессионального хоккеиста провел в основном играя за команды АХЛ. В НХЛ провел всего 53 матча, не забив ни одного гола. Спортивную карьеру завершил в сезоне 1998-99, выступая за команду Филадельфия Фантомс, из-за травмы глаза, полученной 13 декабря 1998 года.
В течение двух сезонов работал в качестве помощника главного тренера команды Филадельфия Фантомс. 6 июля 2000 года назначен главным тренером данной команды, с которой, в сезоне 2004-05 годов, завоевал главный трофей АХЛ — Кубок Колдера. В сезоне НХЛ 2006-07 гг. сменил на посту главного тренера Флайерз — Кена Хичкока.
С 2010 по 2018 годы работал в «Лос-Анджелес Кингз» как ассистент главного тренера, выиграв в 2012 и 2014 годах два Кубка Стэнли.
С 2019 по 2022 годы работал в тренерском штабе «Даллас Старз».
С 2022 года работает в тренерском штабе «Вегас Голден Найтс».